# 北加泰罗尼亚

在加泰隆尼亞語地區的位置

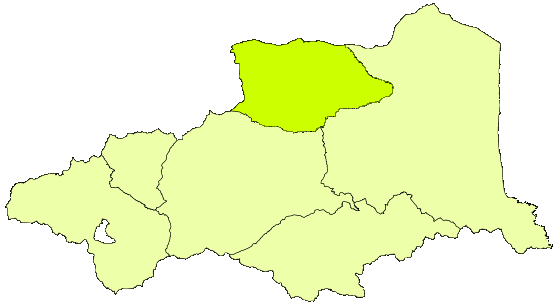
东比利牛斯省地图，北部绿色地区为弗努耶德，其他地区为北加泰罗尼亚

北加泰罗尼亚（加泰隆尼亞語： [kətəˈluɲə (ðəl) ˈnɔɾt]；法語： [katalɔɲ (dy) nɔʁ]），或称法属加泰罗尼亚（西班牙語：Cataluña francesa），是西班牙根据1659年签署的《比利牛斯條約》割让给法国的原加泰罗尼亚北部地区。该地区大致相当于今法国东比利牛斯省大部，与之相对的是该省北部讲奥克语的弗努耶德地区。当地族群称北加泰罗尼亚人。
在法语中，“北加泰罗尼亚”（Catalogne (du) Nord）一称现今仍在使用，不过其使用频率不如政治上更加中立的“鲁西永”（Roussillon），尽管历史上的鲁西永地区（非鲁西永行省）并不包括瓦莱斯皮尔、孔夫朗和上塞尔达涅等地区。

## 词源
“北加泰罗尼亚”（Catalunya del Nord）一词由来自帕拉尔达的加泰罗尼亚人政治家、作家阿方斯·米亚斯于1938年所创。

## 语言
由于法国唯一的官方语言——法语的强势，北加泰罗尼亚是加泰隆尼亞語地區中加泰罗尼亚语能力最低的地区。2009年，13.9%的中小学生接受过加泰罗尼亚语教学。2016年-2017年，这一比例为25%。